# Demon Night
Demon Night (Original: Night of the Demons III, Alternativ: Demon Night – One Night in Hell) ist ein kanadisch-amerikanischer Low-Budget-Horrorfilm aus dem Jahr 1996 von Regisseur Jim Kaufman.
Der Film ist nach Kevin Tenneys Night of the Demons (1988) und nach Brian Trenchard-Smiths Night of the Demons II (1994) der abschließende Teil einer Trilogie um ein todbringendes Haus. Die Indizierung des Films wurde im November 2022 aufgehoben.

## Handlung
Es ist Halloweenabend. Die zwei Freundinnen Abbie und Holly sind unterwegs zu einer Tanzveranstaltung ihrer Schule, als sie mit ihrem Auto liegenbleiben. Eine Gruppe von fünf zwielichtigen Jugendlichen bieten ihnen eine Mitfahrgelegenheit, die sie zögernd nutzen. Unterwegs halten sie an einer Tankstelle um Bier zu kaufen, doch der Verkäufer weigert sich der Gruppe Alkohol zu verkaufen, woraufhin Vince die Fassung verliert und mit der Schusswaffe des Verkäufers um sich schießt und einen zufällig erscheinenden Polizeibeamten verletzt. Es kommt zu einem Schusswechsel, in deren Folge der farbige Reggie vom anderen Polizisten angeschossen wird, bevor der verängstigten Gruppe panikartig die Flucht in das abgelegene, unbewohnte und angeblich von Dämonen besessene Hall-House gelingt, das einst eine Leichenhalle war, in der Menschen auf brutalste Art und Weise ermordet wurde.
Der alternde Lieutenant Dewhurst, der nur einen Tag vor seinem Ruhestand steht, übernimmt die Ermittlungen und stellt rasch fest, dass es sich hierbei nicht um einen Raubüberfall im herkömmlichen Sinne handelt. Dennoch lässt er nach der flüchtigen Gruppe fahnden.
Trotz erheblicher Einwände von Abbie, die in dem Haus dämonische Umtriebe vermutet, fühlt sich die Gruppe aus drei Frauen und vier Männern zunächst geborgen. Doch auch innerhalb der Gruppe kommt es immer wieder zu Unstimmigkeiten und Streitereien, die schon bald eskalieren. In dem Haus werden die jungen Leute von einem bösartigen Dämon in Menschengestalt empfangen, der sie als attraktive und verführerische Angela begrüßt, der man jedoch zunächst sicherheitshalber misstraut. Dennoch gelingt es Angela nach und nach die Besucher in ihren Bann zu ziehen, sie auf ihrer Suche nach einer jungfräulichen Seele brutal zu töten und so zu dezimieren. Die gestorbenen Leute mutieren dann wiederum zu Dämonen, die in einer immer größer werdenden Anzahl als mordende Untote zurückkehren. Der Aktionsradius dieser Kreaturen beschränkt sich hierbei lediglich auf das Grundstück des ehrwürdigen Anwesens, das von einem unterirdischen Fluss umgeben ist, und so die Wesen an einer Ausbreitung hindert.
Als Lieutenant Dewhurst den Tatort erreicht, leben nur noch die blonde jungfräuliche Cheerleaderin Holly, ihr angebeteter Nick und der exzentrische Vince, der sich als Polizistenmörder fühlt, obgleich der von ihm totgeglaubte Polizist sich bester Gesundheit erfreut. Als Vince sich weigert seine Waffe niederzulegen, erschießt Dewhurst den jungen Mann; kurze Zeit später auch Angela. Da Angela sich trotz der Schusseinwirkung unbeeindruckt zeigt, vielmehr ihr Äußeres ändert und fortan als teuflisches Ungetüm umherwandelt, offenbart sich dem Trio ihr wahrer Gegner – ein Dämon. In dieser fast ausweglosen Situation bietet Angela dem Trio einen Pakt an, der Nick und dem Ermittler freies Geleit zusichert, wenn sich Holly im Gegenzug bereit erklärt, ihre für die Untoten kostbare jungfräuliche Seele freiwillig an Angela abzutreten, die damit ein Höllentor öffnen will. Holly willigt ein.
Nick und Dewhurst entreißen den Untoten aber kurze Zeit später Holly. Angela rächt sich daraufhin für den Wortbruch und tötet den Polizisten, während das sich sympathisch findende Paar fluchtartig Richtung Grundstücksgrenze rennt. Beiden gelingt es rechtzeitig diese Barriere zu überwinden. Den sie verfolgenden Dämonenfürsten, den man vorher als Angela kannte, ziehen sie mit vereinten Kräften über die magische Grenze, bis dieser zusammenfällt. Am Ende des Films verbarrikadieren die beiden Überlebenden den Zugang zu dem weitläufigen Anwesen, in dem lediglich an Halloween die Monster ihr Unwesen treiben können. In der letzten Einstellung des Films verspricht Holly einem fassungslosen Nick, dass sie fortan jedes Halloween zum Haus zurückkehren wolle, um andere Besucher zu warnen und am Zugang zu hindern.

## Kritiken
„Ein berechenbarer, überaus langweiliger Film mit erbärmlichen Leistungen aller Beteiligten, der mit diversen Ekel-Effekten und den blanken Busen seiner Darstellerinnen die voyeuristischen Neigungen seines Publikums befriedigen will.“